# التياها

التياها هي قبيلة بدوية كبيرة تنتشر في صحراء النقب وفي سيناء في بلاد التياها وفي الأردن وقطاع غزة ومحافظات القاهرة والشرقية الإسماعيلية والسويس من مصر.

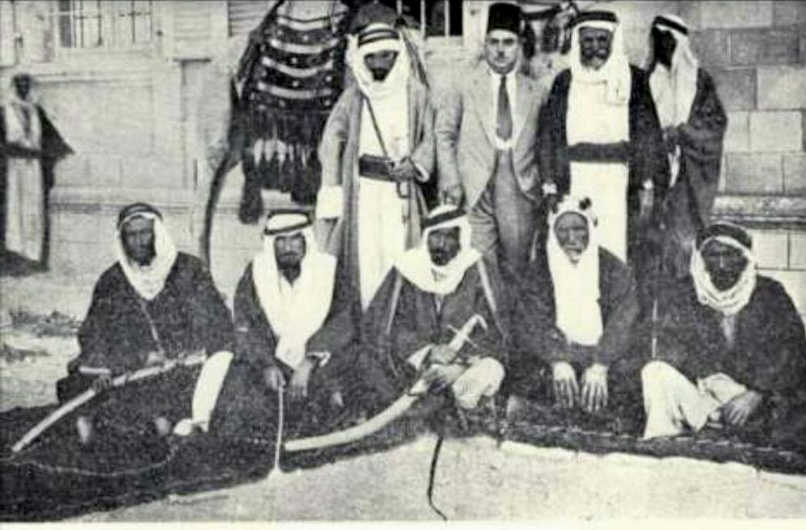
مشائخ قبيلة التياها في بئر السبع مع المؤرخ عارف العارف سنة(1934م)

قبيلة التياها في النقب تاريخياً تشهد على مجموعة من الصراعات والمعارك مع أغلبية القبائل الأخرى في المنطقة. تتجلى هذه الصراعات في سياق في الصراعات العشائرية والثأر واحياناً في اطار المنافسة على الموارد الطبيعية والأراضي

## النسب
اختلف النسّابون والمؤرخون في نسب التياها:
- قول إلى ظغن بن سليمان بن العنود والذي ويعود إلى بني هلال[1]

ويقال ان هلالا هو عامر بن صعصعه بن معاوية بن بكر بن لهبة بن سليم بن منصور بن عكرمة بن حضضة، وحضضة بطن من قيس بن عيلان
- قول من الاوس والخروج<الأزد> من بني زيد بن كهلان وجدهم يسمى <سالم التيهي> خرج مع قومه من الحجاز واستقر في سيناء[2]

## بطون التياها

### بني مضيان

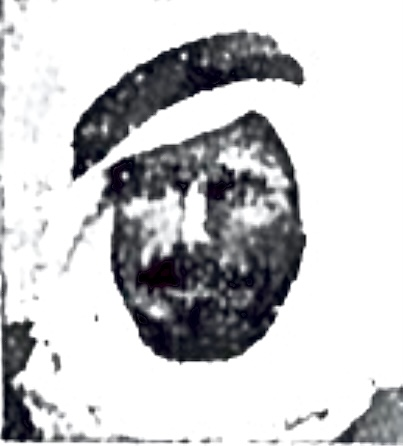
الشيخ سلمان الهزيلين

وهم أربعة أبناء للمضيان .<بريك> جد البريكات،<صقير> جد الصقيرات،<بنيه> جد البنيات ومن <شتوي> جاء الشتيات

### الحكوك

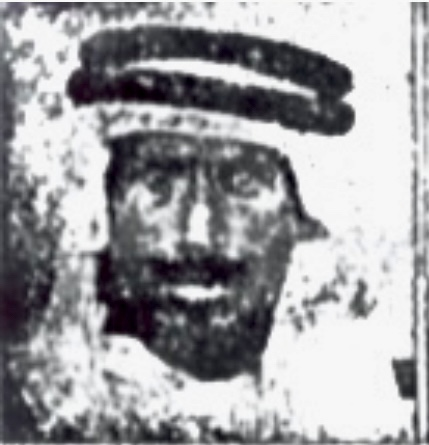
الشيخ سليمان الأسد

من سلالة حك بن رباب،وكانوا قديماً يعيشون معاً تحت قيادة شيخ واحد.وظلوا كذلك حتى مشيخة <العيوطي> من الهزيل.وكان كريماً وظالماً في آن واحد.فأنفصل عنه الأسد والبريقي والرشيدات وبني عقبة بسبب شدة بطشة.

### العلامات

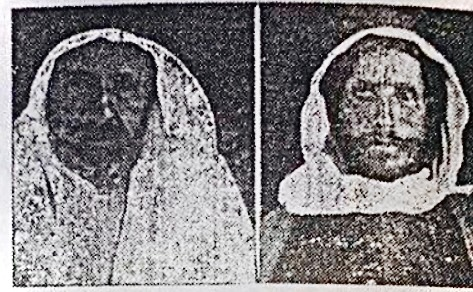
الشيخ موسى أبو شنار والشيخ عطا أبو جقيم

من سلالة علام بن رباب،ولديه ابنان أبي شلة وجاء منه الشلالين وأبي شعره جاء منه موسى،عوده،الأقرع،سلامه وصبح. منازلهم في بطيحة وخويلفة وأبي سمساره والعراقيب. اشتهر منهم سليم بن طليحان أبو شنار بالفروسية وضرب السيف في حرابة (عوده وعامر).

### القديرات

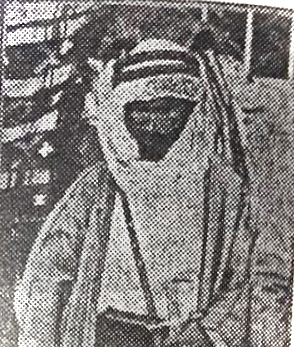
الشيخ ابراهيم الصانع

فرقة كبيرة من فرق التياها وتدعى <القديرات> ولقد اختلفوا في تعين أصلهم.فمنهم من يقول انهم تياها اصلاً وفصلاً،وأن جدهم <قدير بن رباب> ،وقول إنهم من شمر أو من الذين عاشروا شمر زمناً طويلاً.ومنهم من يقول إنهم من بقايا الصليبين بدليل أن وسم إبلهم الحالي هو الصليب.ويعلل بعضهم السبب في اتخاذ اجدادهم الصليب وسماً لأبلهم بأنهم عندما قتلوا عدو الحسين رضي الله عنه وجدوا على صدره شارة الصليب فأقتبوسها ذكرى لتلك الحادثة الذي شاركوا بها مع الحسين رضي الله عنه في حروبه

### البدينات

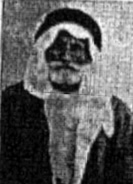
الشيخ عطية أبو خطاب

من سلالة مصلح بن رباب ،وهم من أكثر التياها أنعزالاً ووسمهم مطارق ثلاثة أوسطها قصيرا وهو وسم التياها الأصلي .منازلهم قديماً في الفخاري وقنان وبطيحه وابي سمساره والعراقيب.

### بني عمري
من أعقاب عمري بن رباب .ومنهم اليوم الرواشده والعرور

### النتوش

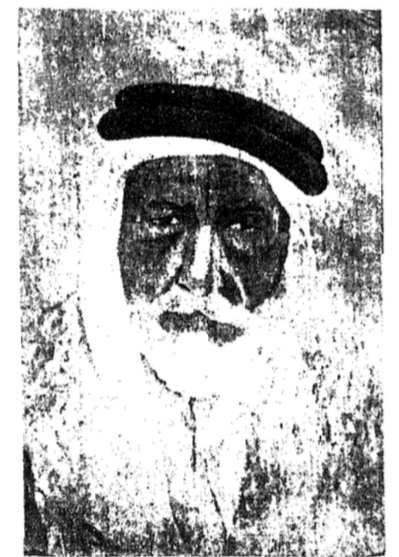
الشيخ علي العطاونه عام (1929م)

ويقال لهم العطاونة نسبة إلى <عطيه> جدهم ،وهو مدفون في تبوك .ذاع صيتهم بعد حرابة داخلية بينهم <عوده وعامر> الذي كانت شرارة الحروبات بين القبائل الأخرى

## البعثة الاسكتلندية
في عام 1843م انطلق مؤرخ ومبشر اسكتلندي مع مجموعة صغيرة من القاهرة لاستكشاف الطرق التي عبرها النبي موسى تضمنت مخطط رحلتهم الذهاب إلى دير سانت كاترين وسط سيناء ثم البتراء ثم القدس عن طريق الخليل، في القاهرة استأجروا دليل و47 جمل من بدوي من قبيلة الطورة، أثناء رحلتهم إلى غرب السويس رافقهم الشيخ صالح شيخ قبيلة الطورة الذي كان بيته في وادي الشيخ غرب جبل سيناء، في المنطقة الشمالية الغربية لدير سانت كاترين اوقفت مجموعة كبيرة مسلحة من قبيلة التياها البعثة رافضين السماح لهم بالعبور عبر أراضي التياها، وخلال المفاوضات اتفقوا على السماح لقبيلة الطورة تذهب بالبعثة حتى غزة وعلى أن تقوم قبيلة التياها بتزويد البعثة بـ20 جمل ونقل البعثة إلى البتراء وكان سعر الجمل 220 قرش عثماني، في طريق العودة لاحظ المؤرخ وجود عظام وهياكل عظمية لجنود حاولوا الوصول لغزة ويذكر ان التياها كانوا محافظين على الصلوات أكثر من مرافقيه السابقين وان حدود أرض التياها تنتهي عند وادي عربة، وانه في الطريق انظم لهم أربعة رجال من قبيلة التياها ومعهم قافلة مكونة 40 جمل للتجارة في غزة.
في نيسيان 1875 الرائد كلود ار الذي كان يعمل لدى جمعية صندوق استكشاف فلسطين وصف ان أرض التياها تشمل 360 كليوا متر مربع شمال بلدة السبع.